# 楊汝經
楊汝經（？—1644年），字石夫，河南歸德府睢州（今河南睢縣）人，明朝、南明政治人物。

## 生平
楊汝經原居林縣，年幼孤貧移居睢州，依附許氏長大而改姓許。崇禎九年（1637年）中丙子科河南鄉試第八名，次年（1637年）聯捷進士，工部觀政，十一年授戶部浙江司主事，並復姓楊。崇禎十三年（1640年），升任山西司员外郎，十四年出任山西井陘道兵備佥事。
崇禎十七年（1644年）林日瑞戰死，楊汝經升任都察院僉都御史、巡撫甘肅。到達林縣時，得知北京失守，計劃前往南京，至東明時，帶領百多名壯士驅逐李自成任命的官員，但戰敗被擒。敵方多次誘降，被楊汝經斥罵，於是先殺害他的弟弟楊汝繡和族兄楊汝素要脅他，他始終不屈服，死於獄中。安宗朝追贈兵部尚書。

## 家族
曾祖楊民敬，祖楊从周，父楊应瑞。

## 引用
1. 1 2  錢海岳《南明史·卷三十五·列傳第十一》：楊汝經，字石夫，睢州人。崇禎十年進士。授戶部主事，累遷井陘僉事。十七年，林日瑞死難，擢汝經僉都御史巡撫甘肅。
2. ↑  《崇禎十年丁丑科進士三代履歷》：杨汝经，曾祖民敬，祖从周，父应瑞。石夫，书三房，癸丑九月初六日生，睢州籍，林县人，丙子八名，会二百六十六名，二甲四十三名，工部观政，戊寅授户部浙江司主事，戊寅管通州西仓，己卯升本司员外，管粮饷，庚辰升山西司员外，辛巳升山西佥事、井陉道，癸未升甘肃巡抚。
3. ↑  康熙《睢州志·卷四·選舉志》：（崇禎）九年丙子科 許汝經亞魁
4. ↑  康熙《睢州志·卷五·人物志》：楊汝經，字石夫，林縣人。孤貧，徙睢州，依於許氏。崇禎丁丑進士，授戶部主事，復姓楊，庚辰陞井陘道兵備副使……
5. ↑  錢海岳《南明史·卷三十五·列傳第十一》：行及林縣，聞北京亡，將赴南京，至東明，率壯士百餘，還逐林縣李自成所置官。戰敗被執，屢誘降不從，叱之。先殺其弟汝繡、族兄汝素脅之，卒不屈，死於獄。事聞，贈兵部尚書。